# Армендарис, Хосе де
Хосе де Армендарис и Перурена, 1-й маркиз Кастельфуэрте (исп. José de Armendáriz y Perurena, marqués de Castelfuerte; 1670, Рибафорада, Наварра, Испания — 1740, Мадрид) — испанский военный и политический деятель, с 1724 по 1736 год вице-король Перу.

## Биография
В раннем возрасте Хосе де Армендарис поступил на службу в армию, участвовал в Войне за испанское наследство на стороне короля Филиппа V. В этой войне он принимал участие в сражениях при Неаполе и Русильоне, в Сардинии, Каталонии и в осаде Гибралтара. 5 июня 1711 года Филипп V предоставил ему титул маркиза де Кастельфуэрте. Впоследствии Хосе де Армендарис занимал посты губернатора Таррагоны, а также генерал-капитана провинции Гипускоа. За свою карьеру он был награждён орденами Золотого руна и орденом Сантьяго.

## Вице-король Перу
В 1723 году король назначил его на пост вице-короля Перу, в должность он вступил только в мае следующего года. Его правление было отмечено жесточайшей компанией против мошенничества и коррупции в правительстве колонии. Также им была проведена реформа королевского казначейства в Перу и налоговая реформа. Он предпринимал шаги для увеличения сборов налогов, а также ввёл принудительную трудовую повинность для коренного населения на серебряных шахтах, таким образом увеличив добычу металла. Им был заключён под стражу за производство фальшивых монет директор монетного двора граф Сан-Хуан де Луриганчо. Для борьбы с контрабандой, главным образом серебра, он реорганизовал флот и провёл модернизацию береговых укреплений.
Пытаясь укрепить власть над местным населением, восстановив в правах инкскую знать, тем, кто мог доказать своё благородное происхождение, было даровано право называться идальго.
В 1724 году в Перу был новый экзотический напиток — кофе, многие при этом заметили, что «новый напиток также горек, как и новый вице-король».
Во время его правления вспыхнул целый ряд восстаний, в 1727 году восстали индейцы гуарани, а в 1730 в Оропеса под руководством метиса Алехо Калатайуда. Все восстания были жестоко подавлены, так же, как и восстание, произошедшее в Парагвае.
В 1736 году Армендарис оставил свой пост прибывшему новому вице-королю и отправился в Мадрид, где служил на почётной должности в охране короля. Скончался в Мадриде в 1740 году, не оставив потомков.